# East Palestine
East Palestine je vesnice v okrese Columbiana v americké státě Ohio. V roce 2020 měla 4 761 obyvatel. Nachází se na státní hranici s Pensylvánií 31 km jižně od Youngstownu a 64 km severozápadně od Pittsburghu.
V oblasti se od 70. let 19. století do poloviny 60. let 20. století vyráběla keramika a automobilové pneumatiky. Vesnicí prochází hlavní trať železniční společnosti Norfolk Southern a nachází se v ní budova nákladního nádraží.

## Železniční nehoda
Dne 3. února 2023 došlo poblíž vesnice k vykolejení nákladního vlaku, při kterém unikl jedovatý vinylchlorid, což vyvolalo rozsáhlou evakuaci v okolí obce.